# Madhuca endertii
Madhuca endertii är en tvåhjärtbladig växtart som beskrevs av Herman Johannes Lam. Madhuca endertii ingår i släktet Madhuca och familjen Sapotaceae. Inga underarter finns listade i Catalogue of Life.